# Renato Adinolfi
Renato Adinolfi (Salerno, 9 febbraio 1929 – 16 novembre 2007) è stato uno scacchista italiano.

## Biografia
Di professione ingegnere, vinse il campionato italiano assoluto di scacchi per corrispondenza nel 1976, concludendo il torneo imbattuto, con 8,5 punti su 10, davanti a Gasser e al campione uscente Giorgio Baiocchi. In quello stesso anno si ritirò dalle competizioni scacchistiche per dedicarsi al bridge.